# Associazione Calcio Rapallo Ruentes 1951-1952
Questa voce raccoglie le informazioni riguardanti l' Associazione Calcio Rapallo Ruentes  nelle competizioni ufficiali della stagione 1951-1952.

## Rosa
| N. |                   | Ruolo | Calciatore            |
| -- | ----------------- | ----- | --------------------- |
|    | Italia (bandiera) | C     | E. Bertoni            |
|    | Italia (bandiera) | A     | A. Castello           |
|    | Italia (bandiera) | D     | T. Cussotto           |
|    | Italia (bandiera) | A     | Rino Di Fraia         |
|    | Italia (bandiera) | P     | B. Ferrero            |
|    | Italia (bandiera) | C     | Federico Franceschini |
|    | Italia (bandiera) | P     | Merlon                |
|    | Italia (bandiera) | D     | T. Minetti            |

| N. |                   | Ruolo | Calciatore   |
| -- | ----------------- | ----- | ------------ |
|    | Italia (bandiera) | D     | A. Motta     |
|    | Italia (bandiera) | A     | F. Rosolia   |
|    | Italia (bandiera) | A     | S. Sanarello |
|    | Italia (bandiera) | A     | A. Siccardi  |
|    | Italia (bandiera) | C     | S. Stagnaro  |
|    | Italia (bandiera) | A     | S. Valla     |
|    | Italia (bandiera) | C     | R. Viacava   |